# Cristall de Bohèmia

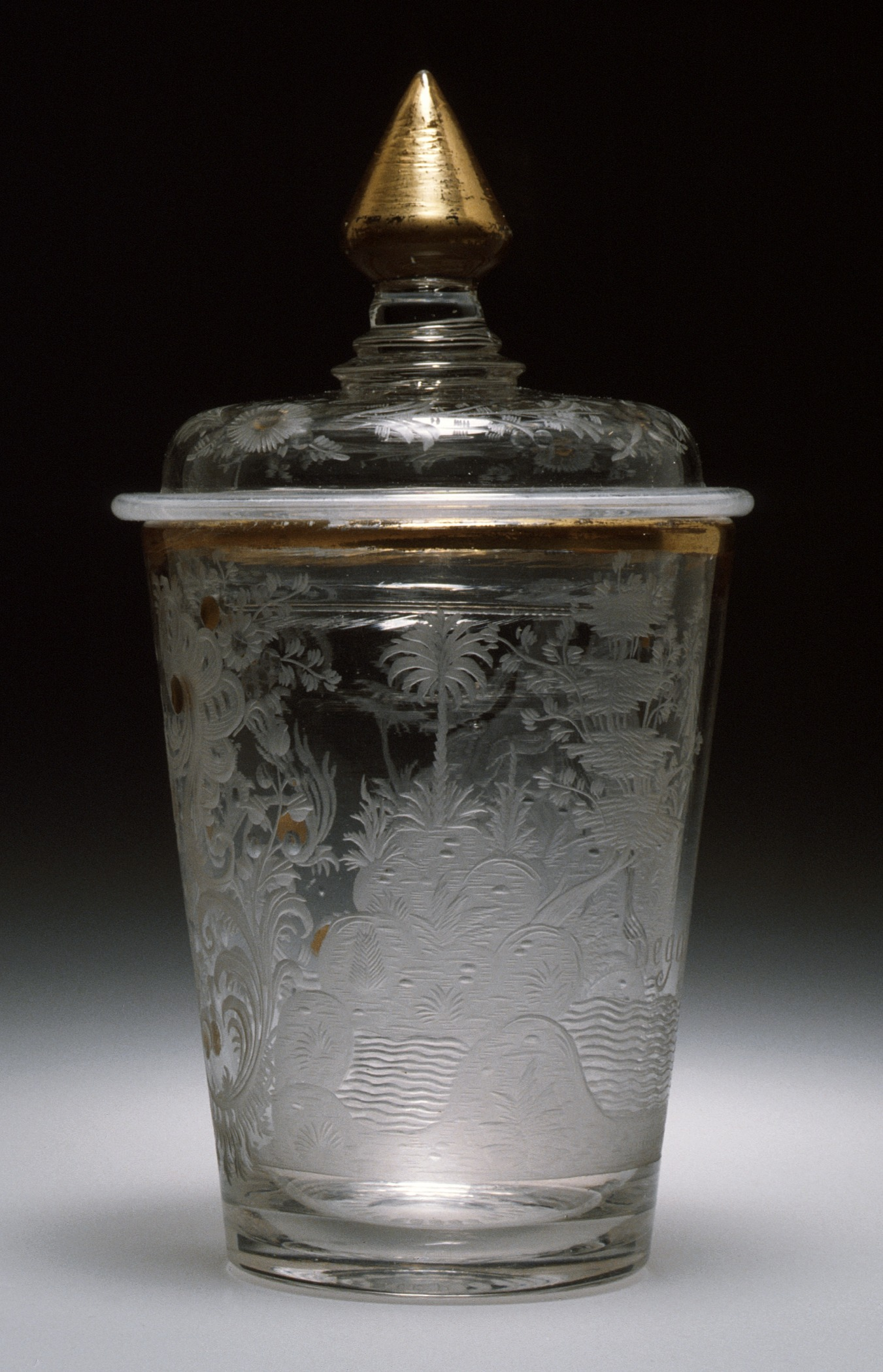
Mostra de cristall de Bohèmia

S'anomena  cristall de Bohèmia  o  vidre de Bohèmia  el vidre fabricat a les regions de Bohèmia i Silèsia, en territori dels quals són avui en dia la República Txeca i Polònia. El vidre de Bohèmia es va començar a fabricar a finals del segle xiii, però no va obtenir gran ressò fins a finals del segle xvi. Durant els dos segles següents Bohèmia va gaudir d'una completa hegemonia europea en aquesta classe d'indústries. És especialment notable el tall i els gravats durant el Barroc (període que va des de 1685 fins a 1750). Al començament del segle xvii el tallador de gemmes Caspar Lehmann adscrit com protegit de l'Emperador Rodolf II d'Habsburg a Praga, va adoptar la tècnica de vidriar i gravar típica que barreja coure i bronze amb el vidre, en una tècnica que es coneix avui dia com a Tiefschnitt ("tall profund").

## Cristall vs. vidre

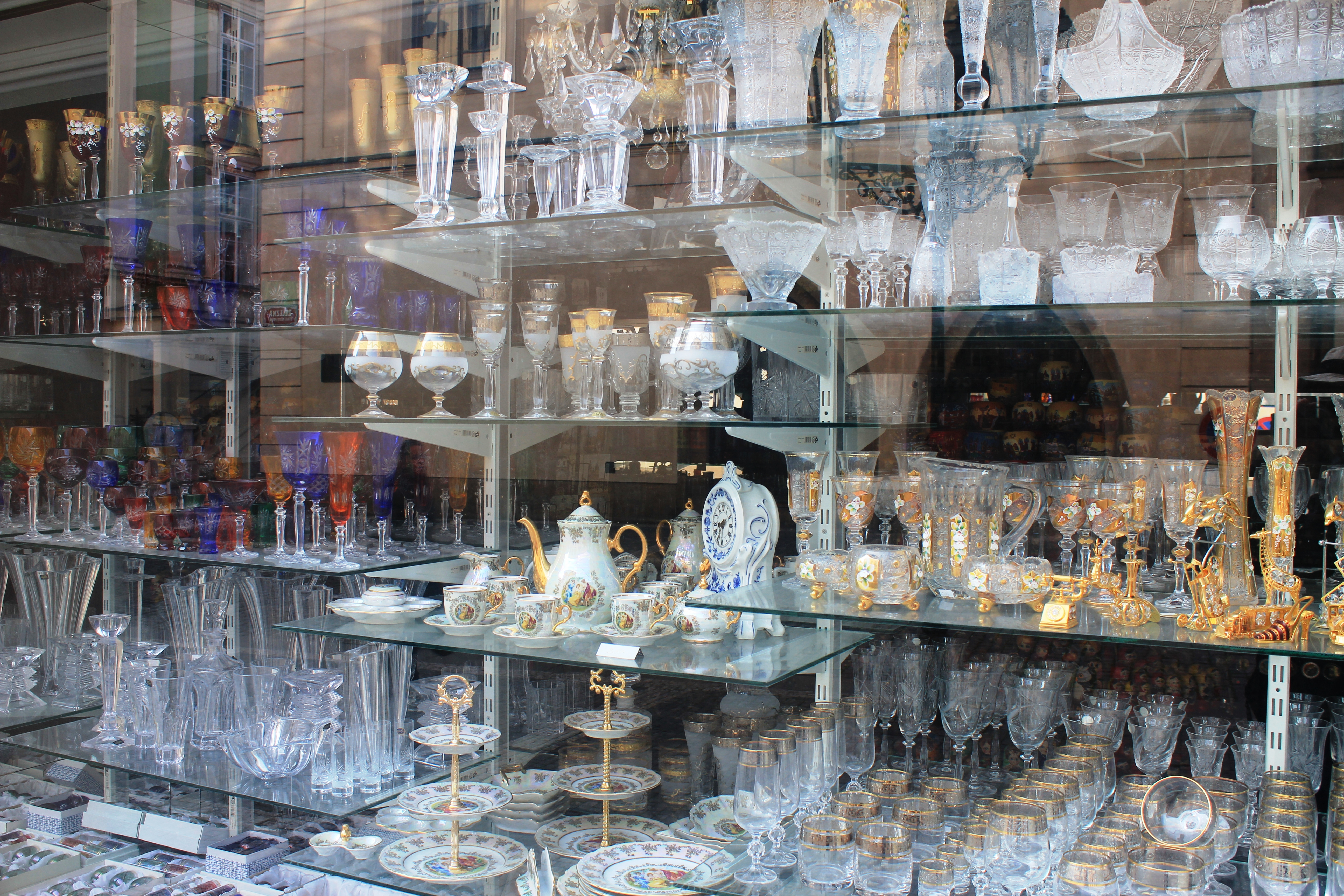
Articles de cristall de Bohèmia a una botiga de Praga

El significat de cristall canvia segons el país. La paraula "cristall" significa, en la major part del món occidental, la presència de plom. A la Unió Europea, l'etiquetatge de productes de "vidre" està regulat per la Directiva del Consell 69/493 / CEE, que defineix quatre categories, segons la composició química i les propietats del material. Només es pot denominar "vidre de plom" els productes de vidre que contenen almenys un 24% d'òxid de plom. Els productes amb menys òxid de plom, o productes de vidre amb altres òxids metàl·lics que s'utilitzen en lloc d'aquest, s'han d'etiquetar com a "vidre". Als Estats Units és el contrari: el vidre es defineix com "cristall" si només conté un 1% de plom. A la República Txeca, el terme "cristall" s'utilitza per a qualsevol vidre exquisit i de gran qualitat. Cristall de plom significa vidre que conté més del 24% d'òxid de plom.
La presència de plom en el cristall suavitza el vidre i el fa més accessible per al tall i el gravat. El plom augmenta el pes del vidre i fa que el vidre difracti la llum. El vidre pot contenir fins a un 40% de plom, si es desitja la duresa màxima. D'altra banda, el vidre pot contenir menys del 24% de plom si té una alta proporció d'òxid de bari, la qual cosa garanteix una difracció de la llum d'alta qualitat.

## Història

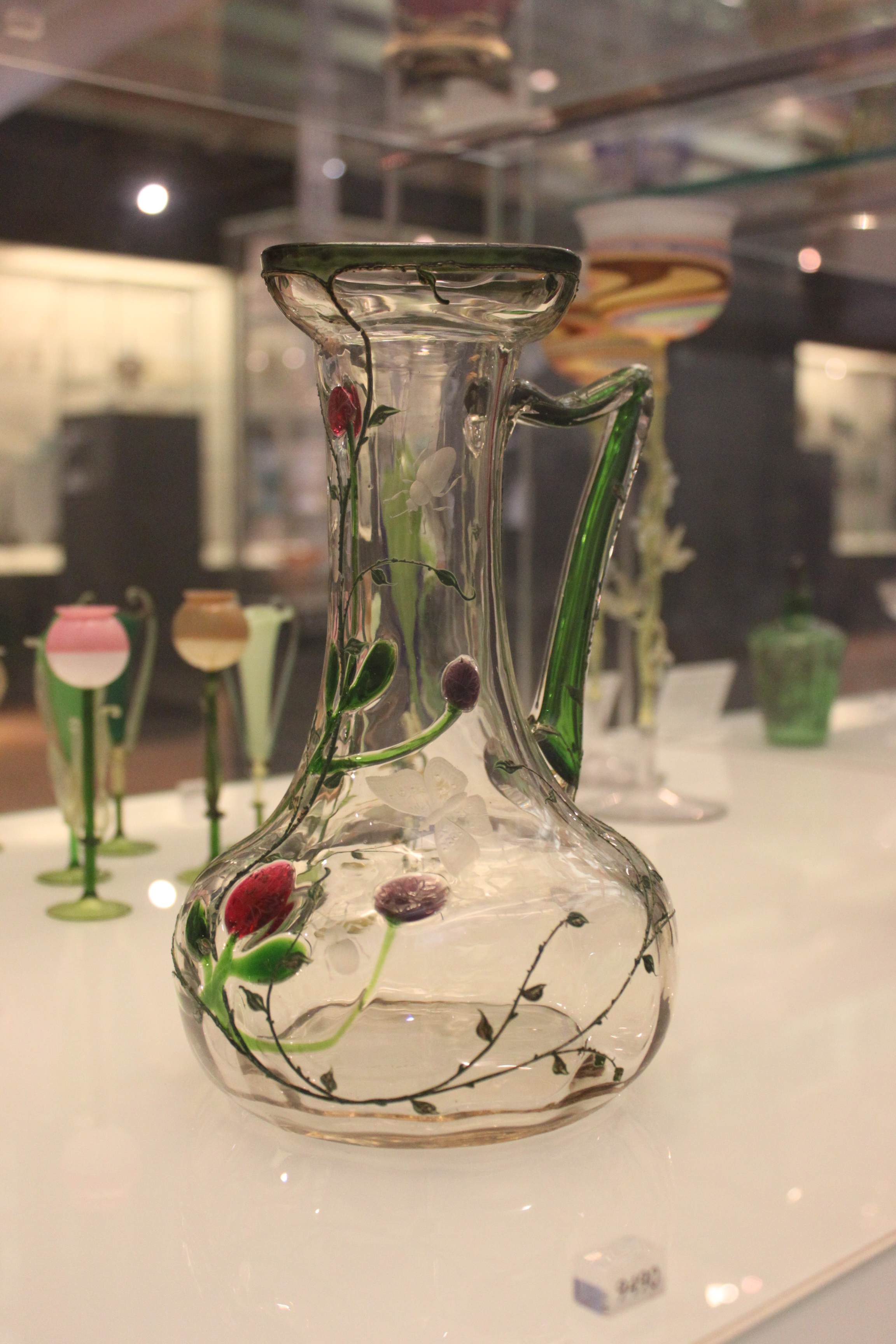
Gerra de Bohèmia, Karlsbad (Karlovy Vary) de L. Moser i Söhne (1900)

La història del vidre europeu de l'est comença a les muntanyes de la Bohèmia medieval, a les muntanyes de Lusàcia, on creixen boscos que proporcionen la fusta que s'empra com a combustible dels forns vidriers. Els primers habitants van poder tenir una font inesgotable d'energia en els boscos d'aquesta zona. En aquestes muntanyes hi ha a més, afloraments de quars que es poden fer servir per a la seva fosa i la posterior elaboració en vidre. D'aquesta manera es treballava el vidre a les zones de l'edat mitjana. A poc a poc es van anar acabant les fonts d'energia i els pobladors especialitzats van haver de migrar a altres zones, això feia que els treballadors medievals haguessin de canviar de zona diverses vegades durant la seva vida. Aquesta migració continuada va fer que hi hagués molts pobles creats per aquella època a la llum dels ingressos que proporcionaven l'ofici de vidrier.
Els treballadors medievals s'associaven al voltant de les àrees sota el protectorat de les lleis de la casa de Ronovec, i que després fos el nom d'un llinatge conegut com el Berks de Lipa (de Duba). Això implica una connexió ja des dels seus començaments amb les nobles famílies de la dinastia bohèmia. En aquest temps la casa de Ronovec tenia en propietat vasts territoris que s'estenia al nord de Bohèmia incloent àrees del que avui seria territori d'Alemanya. Els dos tallers vidriers es trobaven a les muntanyes de Lusàcia al sud de Bourny (703 metres sobre el nivell del mar), els següents van ser a Nová Hut, al nord del poblat de Svor. La història data de l'any 1250. En l'actualitat aquests són els centres més antics datats a Bohèmia. Altres assentaments medievals en els vessants de les muntanyes de Lusàcia daten del segle xiii i són a la rodalia de Lesná o de les ciutats de Dolní Světlá i Horní Světlá.
En els anys 1870 la regió va tenir l'oportunitat de rebre els avenços del ferrocarril i amb això es va poder emprar carbó en els forns vidriers, les noves tecnologies aplicades a la fabricació de vidre i les noves tècniques de gravat van fer que aviat tornés a establir-se el vidre de Bohèmia com un dels més destacats a Europa. Aquestes millores van fer que la demanda creixés i es va iniciar una gran expansió que es va veure interrompuda per la crisi que va sobrevenir a la zona en la dècada de 1930 seguida de la Segona Guerra Mundial, després del conflicte armat moltes de les factories no van ser reobertes. No obstant això el seu prestigi sobreviuria amb les exposicions internacionals: l'Exposició de Milà, l'Exposició de 1958 a Brussel·les, les exhibicions de Sao Paulo, Brasil, Delhi, Índia, Nova York i Corning, Amèrica, l'Expo 1967 a Mont-real, i l'Expo 1970 a Osaka. Cadascuna d'elles va donar una fama creixent a la cristalleria presentada.

## Característiques
La seva especialitat consisteix en la suma transparència del vidre imitant el cristall de roca i en el gravat o tallat profund i perfecte que en buit o en relleu s'aplica a les millors peces. A finals del segle xvii Bohèmia va abandonar el seu estil especial adoptant la coloració dels vidres de Venècia. Els seus més notables produccions consistien en copes elegants, gravades i tallades en facetes però sense addicions d'apèndixs fantàstics i sense la lleugeresa de les venecianes.
Els colors emprats en la coloració inicial dels vidres eren [blau turquesa], groc, i rosat (el rosat no va ser produït fins a l'any 1840). a mitjans del segle xix es va començar a treballar amb el vidre opalí que li donaria un èxit tremend, molts rivals de la indústria vidriera d'Europa van intentar copiar els vius reflexos opalins del vidre de bohèmia sense èxit.

## Aplicacions
No només en cristalleria sinó que a més es construeixen altres instruments i gadgets com poden ser les llimes d'ungles.